# 上卫增三
鹿豹座42，又名BD+67 454，HD 48879、SAO 13973、HR 2490，是鹿豹座的一颗恒星，视星等为5.14，位于銀經147.8，銀緯24.88，其B1900.0坐标为赤經6h 40m 31.5s，赤緯+67° 24.88′ 56″。